# Ramaria flavosaponaria
Ramaria flavosaponaria è una specie di fungo corallino della famiglia delle Gomphaceae. Si trova nelle montagne del Nord America orientale dalla Georgia e dal Tennessee alla Nuova Scozia.